# Søren Lemmich
Søren Lemmich (død 1722) var en dansk-norsk overhofretsassessor.
Han var formentlig født på Moss, hvor faderen, Hans Henningsen Lemmich, døde 1677 som handelsmand; moderen, Anne Sørensdatter Moss, døde på Bragernæs 1687, hvor hun havde været gift paa ny med købmanden Laurids Lauridsen (Smith). Søren Lemmich var borger i Christiania og trælasthandler på Bragernæs samt en gang en formuende mand. Han blev 1688 postforvalter på Bragernæs og under krigen mod Sverige tillige med tre andre formuende medborgere på Bragernæs af Slotsloven beskikket til at drage omsorg for Hærens forsyning. 1716 blev han krigskommissær en campagne, fik senere krigsråds karakter og udnævntes 1721 til assessor i Overhofretten. I 1716 fik han på grund af lidte tab under krigen seks års moratorium lige over for alle sine kreditorer. Han var gift med Petronelle f. Sommer, en datter af løjtnant Johan Jørgensen Sommer og Elisabeth Hansdatter Erfings; han begravedes på Bragernæs 8. december 1722 og overlevedes af 10 børn.